# Giuseppe Gibilisco
Giuseppe Gibilisco (Siracusa, Italia, 5 de enero de 1979) es un atleta italiano, especialista en la prueba de salto con pértiga, en la que ha logrado ser campeón mundial en 2003.

## Carrera deportiva
En el Mundial de París 2003 ganó la medalla de oro en salto con pértiga, con un salto de 5.90 metros que fue el récord nacional de Italia, quedando por delante del sudafricano Okkert Brits (plata con 5.85 metros) y del sueco Patrik Kristiansson (bronce con 5.85 metros que fue su mejor marca personal).
Al año siguiente, en las Olimpiadas de Atenas 2004 ganó el bronce en la misma prueba.